# Fasnacht

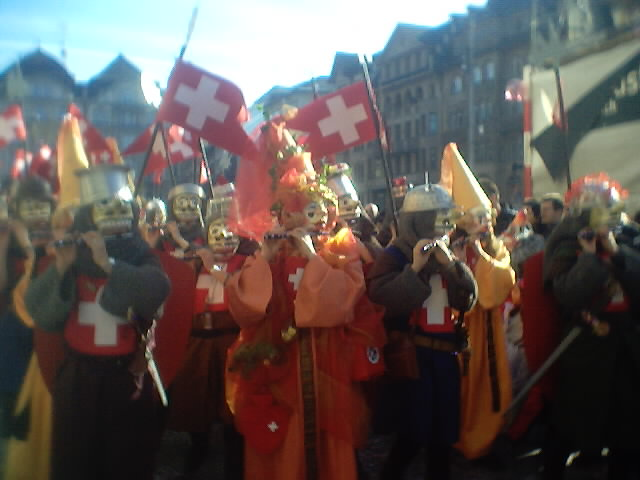
Carnaval de Basilea - Basler Fasnacht

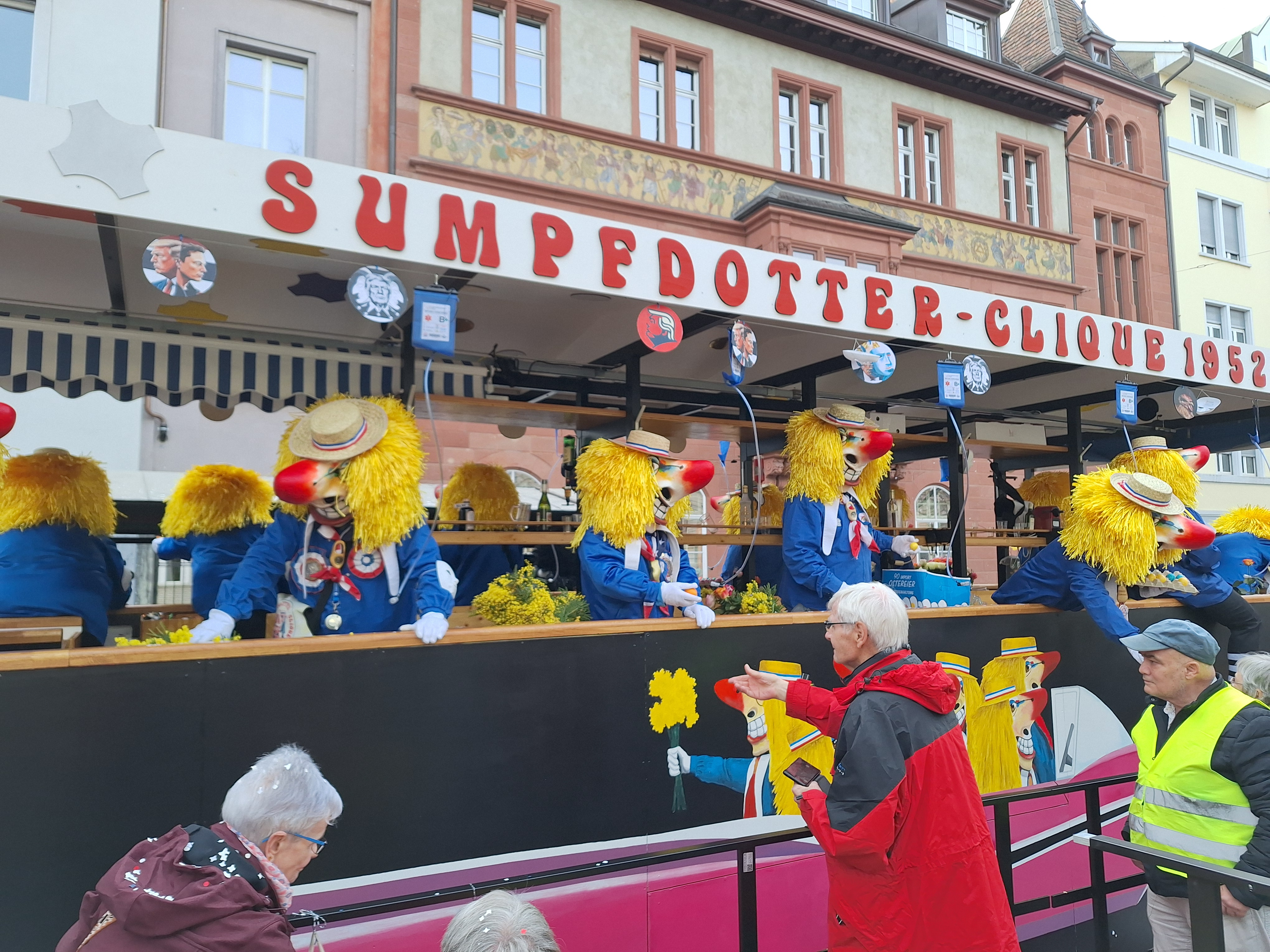
Carnaval de Basilea, Cortège 2025

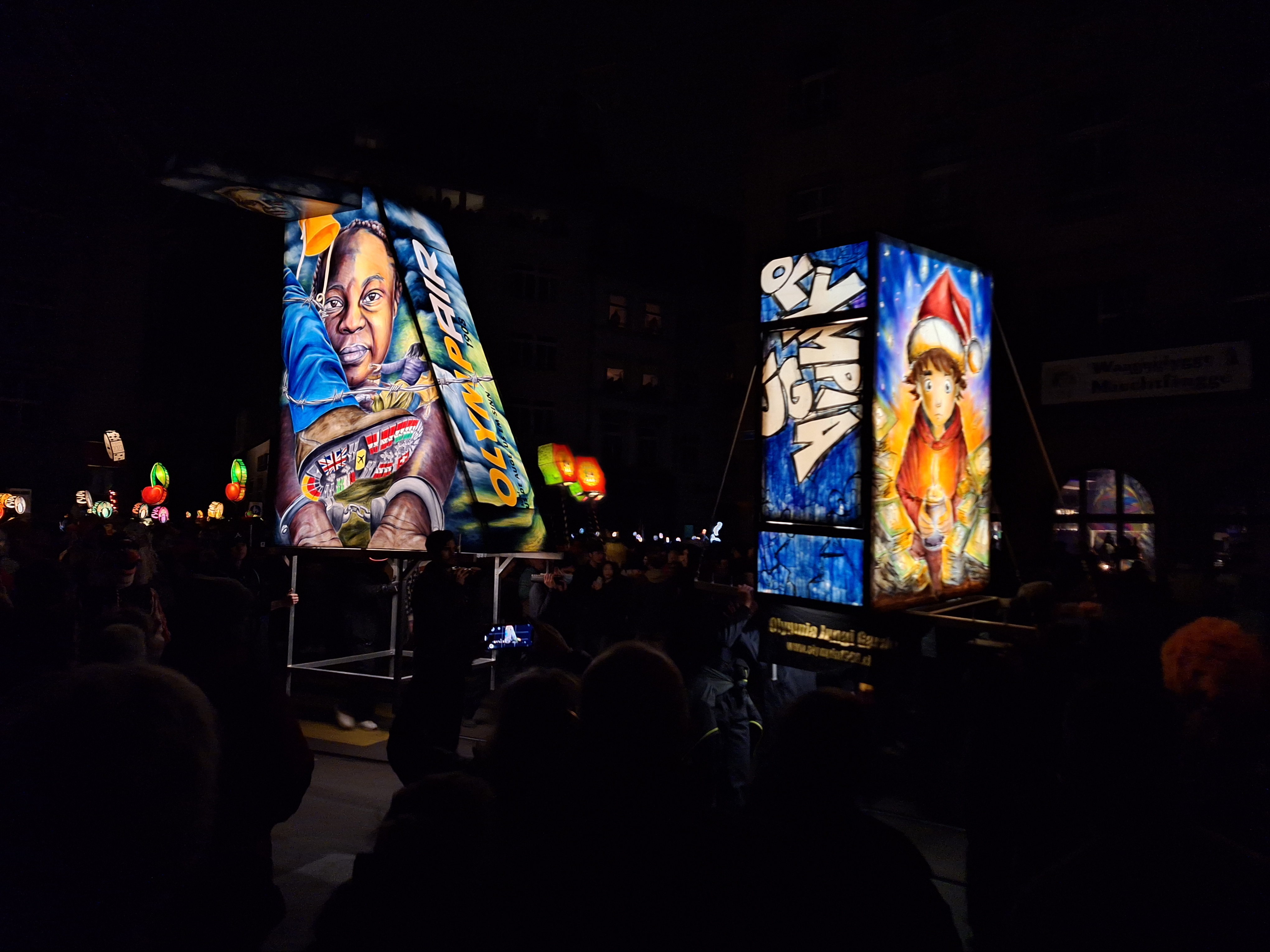
Morgestraich 2025, Carnaval de Basilea

El Basler Fasnacht o carnaval de Basilea (ciudad ubicada en el noroeste de la Suiza de habla alemana) se conoce en el dialecto local como die drey scheenschte Dääg, frase que significa los tres días más lindos del año.

## Desarrollo
Los festejos, que duran tres días, se inauguran con el Morgestraich (en alemán suizo toque de diana) a las 4:00 de la madrugada del lunes siguiente al miércoles de ceniza, en el mes de febrero o marzo.
Poco antes del "Morgestraich" se apagan todas las luces del centro de la ciudad y acto seguido, las comparsas (Cliquen) comienzan a desfilar al son de los piccolos (flautines) y los tambores, llevando unas grandes Ladärne (linternas) con dibujos (Sujets) que comentan o satirizan los acontecimientos más relevantes del año. 
Durante los días siguientes, los desfiles continúan, a los que se suman las bandas musicales con instrumentos de viento (bronces), llamadas Gugge-Musik.
El martes se reserva para el "Kinderfasnacht" o carnaval para los niños.
Dos de los típicos personajes que se pueden ver durante el Fasnacht son los Waggis y los Uelis.
En las comunas de Basilea-Campiña cercanas a la ciudad de Basilea se festejan también los propios carnavales, aunque en diferente fecha. Por ejemplo, el carnaval de Allschwil comienza una semana antes que el de Basilea, y el de Binningen dos semanas después.